# Poxviridae
Poxviridae es una familia de virus de ADN relacionados entre sí llamados poxvirus, infectivos para animales. Tienen un genoma ADN bicatenario y por lo tanto pertenece al Grupo I de la Clasificación de Baltimore. El nombre de la familia proviene de un agrupamiento inicial de enfermedades asociados a la piel denominados en conjunto pox en otros idiomas. La clasificación viral más moderna está basada en las características moleculares y la forma de los virus miembros. El más notable de ellos es la viruela y desde su erradicación mundial, solo el virus del molusco contagioso infecta específicamente a los humanos, más que cualquier otro poxvirus; aunque a partir del 2022 han estado en auge las infecciones por Mpox ("viruela símica") a partir de brotes en África que se han esparcido a nivel global.

## Virión
Son virus gigantes, la cápside está estructuralmente definida por una simetría compleja, de un tamaño de 300-400 nm x 250-290 nm. Todos tienen silueta ovalada característica en forma de ladrillo, con una membrana externa que muestra crestas de función desconocida y corpúsculos laterales que encajan en las concavidades. La mayoría poseen una envoltura viral.

## Genoma
Se caracterizan por poseer un genoma con ADN de cadena doble lineal como ácido nucleico; de 130 - 375 kpb  y ensamblar los viriones maduros en el citoplasma como compartimento celular. El ADN así ensamblado posee asas terminales y un bajo contenido GC (30-40%), excepto el Parapoxvirus (en la foto), que tiene alrededor del 60%. El mecanismo de replicación viral se ensambla en el citoplasma.

## Composición
Los poxvirus están constituidos por un 90% proteínas, 3% ADN y 5% lípidos. Contienen más de 100 polipéptidos, en el núcleo contiene sus propias enzimas incluyendo un sistema de transcripción genética. Las proteínas codificadas por el virus ayudan a evadir el sistema inmune de defensa del huésped.